# 水道技術研究センター
公益財団法人水道技術研究センター（すいどうぎじゅつけんきゅうセンター、英: Japan Water Research Center）は、水道の技術に係る情報収集、調査、開発、研究、普及等に関する事業を行う公益財団法人。略称はJWRC。

## 沿革
- 1988年（昭和63年）3月25日 ‐ 財団法人水道管路技術センターが設立される。
- 1991年（平成3年）8月1日 ‐ 社団法人水道浄水プロセス協会が設立される。
- 1996年（平成8年）9月2日 ‐ 両法人が合併し、財団法人水道技術研究センターが設立される。
- 2012年（平成24年）4月1日 ‐ 財団法人から公益財団法人水道技術研究センターへ移行する。
- 2018年（平成30年）12月3日-虎ノ門一・二丁目地区再開発に伴い、事務所を飯田橋に移転する。

## 主な事業
調査研究開発事業
厚生労働省の厚生労働科学研究費補助金及び研究参加企業からの分担金により、浄水技術や管路技術に関する共同研究プロジェクトを実施している。また、その成果を基に各種マニュアルの策定などを行っている。
そのほか、2013年からは「水道分野におけるスマートメーターに関する勉強会」、2015年からは「水道スマートメーターに関する協議会」、2017年からは産官学連携による「A-Smartプロジェクト」を立ち上げており、水道のスマートメーターに関する調査・研究に取り組んでいる。
浄水技術に関する調査研究
凝集沈澱・ろ過等の効率化・高速化、膜ろ過施設の大規模化、環境負荷低減を目指したトータル浄水システムの開発に関する研究を行っている。2015年からは「変化に対応した浄水技術の構築に関する研究（A-Batons）」、2018年からは「多様な社会・技術に適応した浄水システムに関する研究（A-Dreams）」を行っている。
管路技術に関する調査研究
鉛給水管問題対策、各種管路の診断及び更新・更生計画策定マニュアルの作成等を行い、管路更新技術、濁質挙動に関する研究を行っている。2014年からは「将来の不確実性に対応した水道管路システムの再構築に関する研究（Rainbows）」、2017年からは「人口減少社会における水道管路システムの再構築及び管理向上策に関する研究（Pipe ∑）」を行っている。
技術支援事業
水道施設等の機能診断、技術評価を実施している。2017年からは「公募型実証研究支援事業（A-IDEA）」により、水道事業者が抱える課題の解決につながる民間企業の新技術や新素材の検討、開発を支援することを目的とし、水道事業者のフィールドで実証を行う必要がある研究を公募し、実証フィールドの確保及び実証研究への指導・助言を行っている。
広報・普及事業
水道事業体や企業の実務者向けセミナー・研修の開催、会員向け機関誌・技術情報の提供、水道事業運営にかかわる報告書・マニュアル・手引きの出版を行っている。
2007年からは最新の水道情報を「水道ホットニュース」として毎週配信している。また、2017年からは講習会・研修会の情報や最新トピックスなどをメールマガジンとして月一回程度配信している。
主なセミナー・研修
- 水道技術セミナー
- 膜ろ過浄水施設研修会
- 紫外線処理設備研修会
- 九州・中四国ブロック研究会（JWRC研究会）
- JWRC水道講座
- JWRC水道技術講習会（浄水分野）
- JWRC水道技術講習会（管路分野）
- 浄水処理ワークショップ
- 管路技術ワークショップ

国際交流事業
3年に一度の国際シンポジウムの開催、海外視察調査団の派遣、国際会議への参加等を行っている。
2016年からはwatershareのシルバー会員に入会している。

## 主な出版物（2015年以降）
定期刊行物
- 『水道技術ジャーナル』 ‐ 季刊

2018年発行
- 『変化に対応した浄水技術の構築に関する研究（A-Batons）最終成果報告書』
- 『自然条件・社会条件等の変化による浄水障害への対応の手引き』
- 『膜ろ過技術の活用事例集』
- 『膜ろ過施設維持管理マニュアル2018』

2017年発行
- 『重要管路の再構築に関する事例集（Rainbows）』
- 『将来の不確実性に対応した水道管路システムの再構築に関する研究報告書（Rainbows）』
- 『紫外線照射装置JWRC技術審査基準（UV-LED編）』

2015年発行
- 『膜ろ過施設導入ガイドライン技術資料』
- 『膜ろ過施設導入ガイドライン』
- 『高分子凝集剤使用ガイドライン』
- 『災害・危機管理対策（しなやかな浄水システムの構築に関する研究（J-Step共同研究）第2研究委員会　成果報告書）』
- 『水道における省電力ハンドブック』

定期刊行物の『水道技術ジャーナル』は、水道技術研究センターの会員に郵送している。他の出版物は、水道技術研究センターのホームページで購入できる。

## 事業所
- 総務部
- 調査事業部
- 管路技術部
- 浄水技術部